# Anguis veronensis
Anguis veronensis är ett kräldjur i familjen kopparödlor som förekommer i södra Europa. Genetiska studier tyder på att taxonet är en grupp av flera arter. När arten godkändes 2013 brukades namnet Anguis cinerea men senare upptäcktes ett äldre namn.
Denna ödla lever i nästan hela Italien (utan Sicilien), i angränsande regioner av Frankrike, Schweiz och Slovenien och med isolerade populationer i Kroatien. Arten lever i låglandet och i bergstrakter upp till 2050 meter över havet. Habitatet varierar mellan ganska fuktiga gräsmarker, buskskogar, skogar och odlingsmark. Typisk är flera delvis förmultnade grenar eller träd.
Levnadssättet motsvarar andra kopparödlor av samma släkte. Exemplaren är dagaktiva och de gräver ibland i lövskiktet eller i det översta jordlagret. Honor lägger inga ägg utan de föder 3 till 26 levande ungar per tillfälle.
Anguis veronensis undviker områden med tät växtlighet och allt för torra regioner. I lämpliga landskap är arten vanligt förekommande. Den listas av IUCN som livskraftig (LC).